# أنخيل بينيا
أنخيل بينيا (بالإنجليزية: Ángel Peña)‏ هو منتج أسطوانات ومغني وملحن أمريكي، ولد في 1 سبتمبر 1948.

## وصلات خارجية
- أنخيل بينيا على موقع ميوزك برينز (الإنجليزية)
- أنخيل بينيا على موقع ديسكوغز (الإنجليزية)